# フェッラーラ・ディ・モンテ・バルド
フェッラーラ・ディ・モンテ・バルド（伊: Ferrara di Monte Baldo）は、イタリア共和国ヴェネト州ヴェローナ県にある、人口約300人の基礎自治体（コムーネ）。

## 地理

### 位置・広がり

#### 隣接コムーネ
隣接するコムーネは以下の通り。括弧内のTNはトレント自治県（トレンティーノ＝アルト・アディジェ州）所属を示す。
- アーヴィオ (TN)
- ブレンティーノ・ベッルーノ
- ブレンゾーネ
- カプリーノ・ヴェロネーゼ
- マルチェージネ
- サン・ゼーノ・ディ・モンターニャ

### 気候分類・地震分類
気候分類では、zona F, 3684 GGに分類される。
また、イタリアの地震リスク階級 (it) では、zona 2 (sismicità media) に分類される。